# Mondilhan
Mondilhan ist eine französische Gemeinde mit 81 Einwohnern (Stand: 1. Januar 2022) im Département Haute-Garonne in der Region Okzitanien. Sie gehört zum Arrondissement Saint-Gaudens und zum gleichnamigen  Kanton Saint-Gaudens.
Nachbargemeinden sind Péguilhan im Norden, Montbernard im Nordosten, Escanecrabe im Osten, Ciadoux im Südosten, Saint-Pé-Delbosc im Süden und Boulogne-sur-Gesse im Westen.

## Geschichte
Funde belegen eine Besiedlung während der Römerzeit.
Die Bastide wurde 1264 gegründet, die Bewohner erhielten in einer 1494 niedergeschriebenen Charte de coutumes besondere Rechte.

## Bevölkerungsentwicklung
| Jahr                      | 1962 | 1968 | 1975 | 1982 | 1990 | 1999 | 2008 | 2015 | 2019 |
| ------------------------- | ---- | ---- | ---- | ---- | ---- | ---- | ---- | ---- | ---- |
| Einwohner                 | 193  | 173  | 139  | 123  | 107  | 80   | 92   | 98   | 81   |
| Quelle: Cassini und INSEE |      |      |      |      |      |      |      |      |      |

## Sehenswürdigkeiten
- Kirche St-Barthélemy, erbaut im 16./17. Jahrhundert

## Weblinks

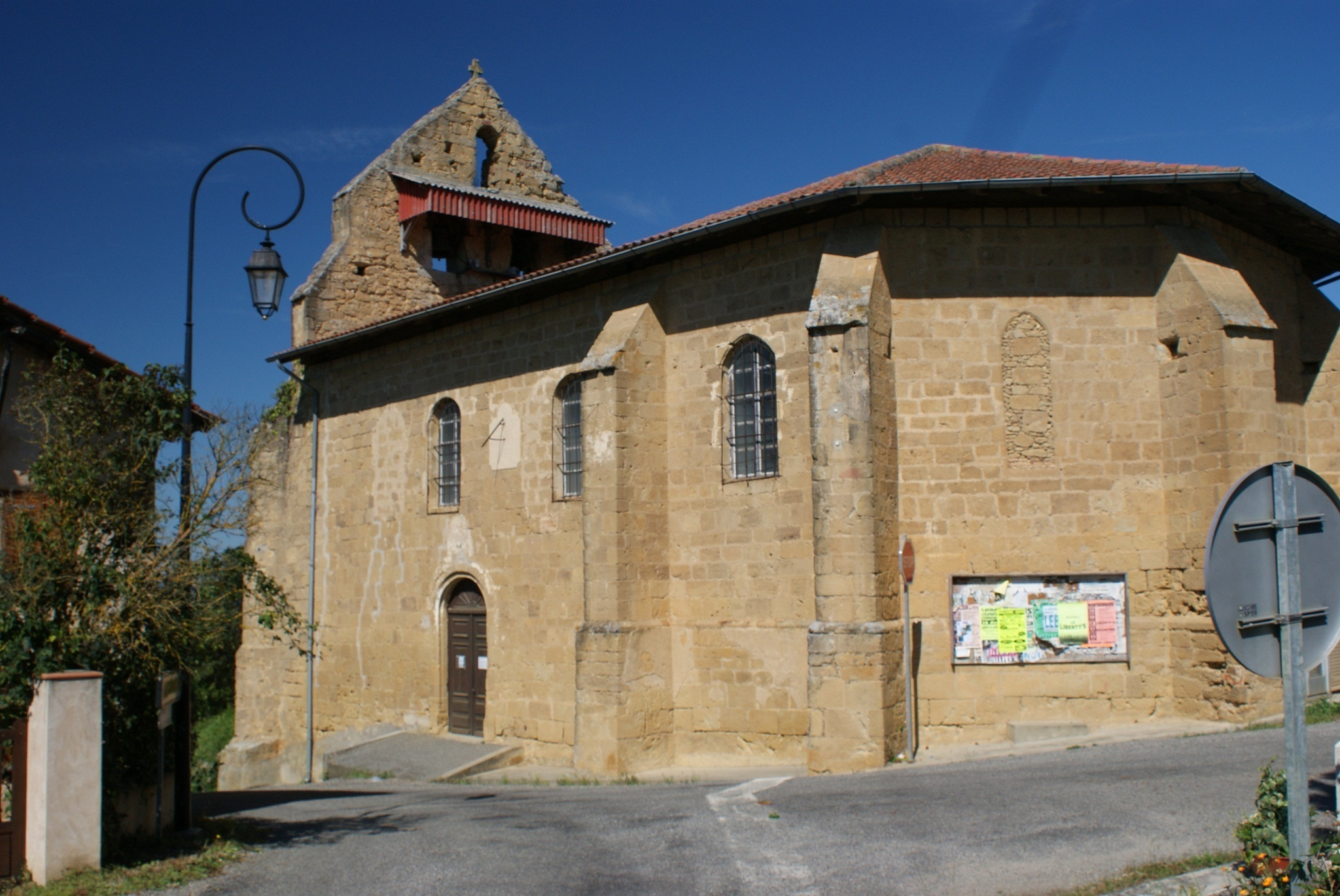
Kirche St-Barthélemy